# Franjo Matešin
Franjo Matešin (Bojana kraj Čazme, 6. studenog 1967.) - hrvatski akademski slikar i književnik
Rodio se u Bojani 6. studenog 1967. godine. Osnovnu školu završio je u Bojani i Štefanju. Završio je srednje obrazovanje za zanimanje automehaničar. U ”Čazmatransu” u Čazmi kratko je radio kao automehaničar, a nakon toga na poljoprivredi. Diplomirao je slikarstvo na Akademiji likovnih umjetnosti u Zagrebu 1994., u klasi Ive Friščića. U Bojani je 2002. godine otvorio galeriju. Galerija Matešin je kulturno središte, koje se sastoji od dvije galerije sa stalnim postavom, prodajnog dijela sa slikama i suvenirima, parka s igralištem za djecu, amfiteatara u kojem je mali povijesni muzej sela Bojana, terasa za kino projekcije, knjižnice te športskih terena.
Do sada je sudjelovao na 150 skupnih izložaba i radio na 72 javnih projekata. Imao je 76 samostalnih izložbi u zemlji i inozemstvu. Napisao je 8 knjiga i o njemu je snimljeno 5 dokumentarnih filmova autorice Antonije Putić.
Trinaest je godina pisao znanstveno-fantastičnu trilogiju u devet knjiga pod naslovom »Izgubljeni snovi«. To je epska priča koja prati živote zanimljivih likova, njihove ljubavne jade, poslovne probleme i burne političke događaje u dalekoj viziji budućnosti Republike Eukon, koju ljudsko društvo u evoluciji i izmjeni društvenih poredaka može doživjeti. Trilogija sadrži vječnu temu borbe malih pojedinaca protiv tiranije koja se zbiva kroz epohe povijesti te govori o vječnoj borbi dobra i zla, Božjih i Sotoninih slugu, s refleksijama i poveznicama na hrvatsku zbilju.
U vrijeme Božića i Nove godine u Bojani organizira manifestaciju "Bojani Božić u Bojani" na prostoru svoje galerije. Posebnost su: tradicijska božićna rasvjeta bez struje - svijeće i lampaši, dječje jaslice, otvoreno ognjište i tradicijska soba te traženje bombona u slami.